# Wodozbiór w Łazienkach Królewskich
Wodozbiór w Łazienkach Królewskich – dawny zbiornik wody znajdujący się w Łazienkach Królewskich w Warszawie.

## Opis
Budynek był przeznaczony na zbiornik wody, jednak znajdowały się w nim także pomieszczenia mieszkalne otwierające się na niewielki dziedziniec. Dawniej w miejscu, w którym stoi, gromadzono wodę spływającą z okolicznych źródeł i drewnianymi rurami odprowadzano ją do fontanny oraz łaźni. 
Jego architektoniczna obudowa w formie walca powstała w 1777. Na dziedzińcu znajdowała się studnia, z której woda wypływała do kanału odprowadzającego ją do północnego stawu.
W 1827 budynek został udekorowany według projektu Piotra Aignera na wzór grobowca Cecylii Metelli przy Via Appia pod Rzymem. Architekt dodał mu dwukolumnowy portyk oraz gzyms ozdobiony motywem wolich czaszek.
W 2019 zakończono remont budynku, podczas którego przywrócono jego historyczne wnętrza, m.in. odtworzono polichromie i odsłonięto drewnianą rynnę oprowadzającą wodę z dziedzińca.

## Galeria

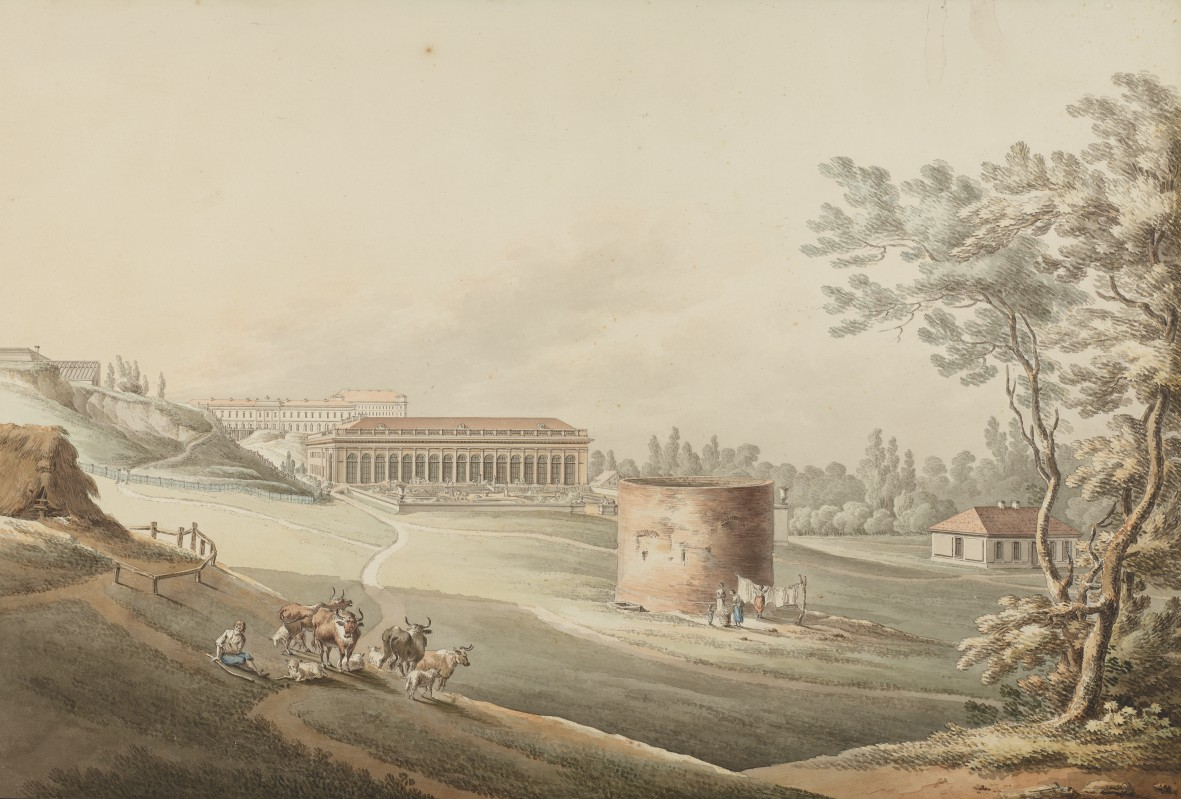
Wodozbiór (w tamtym czasie z ceglaną elewacją) i jego otoczenie na akwareli Zygmunta Vogla (1794−1795)
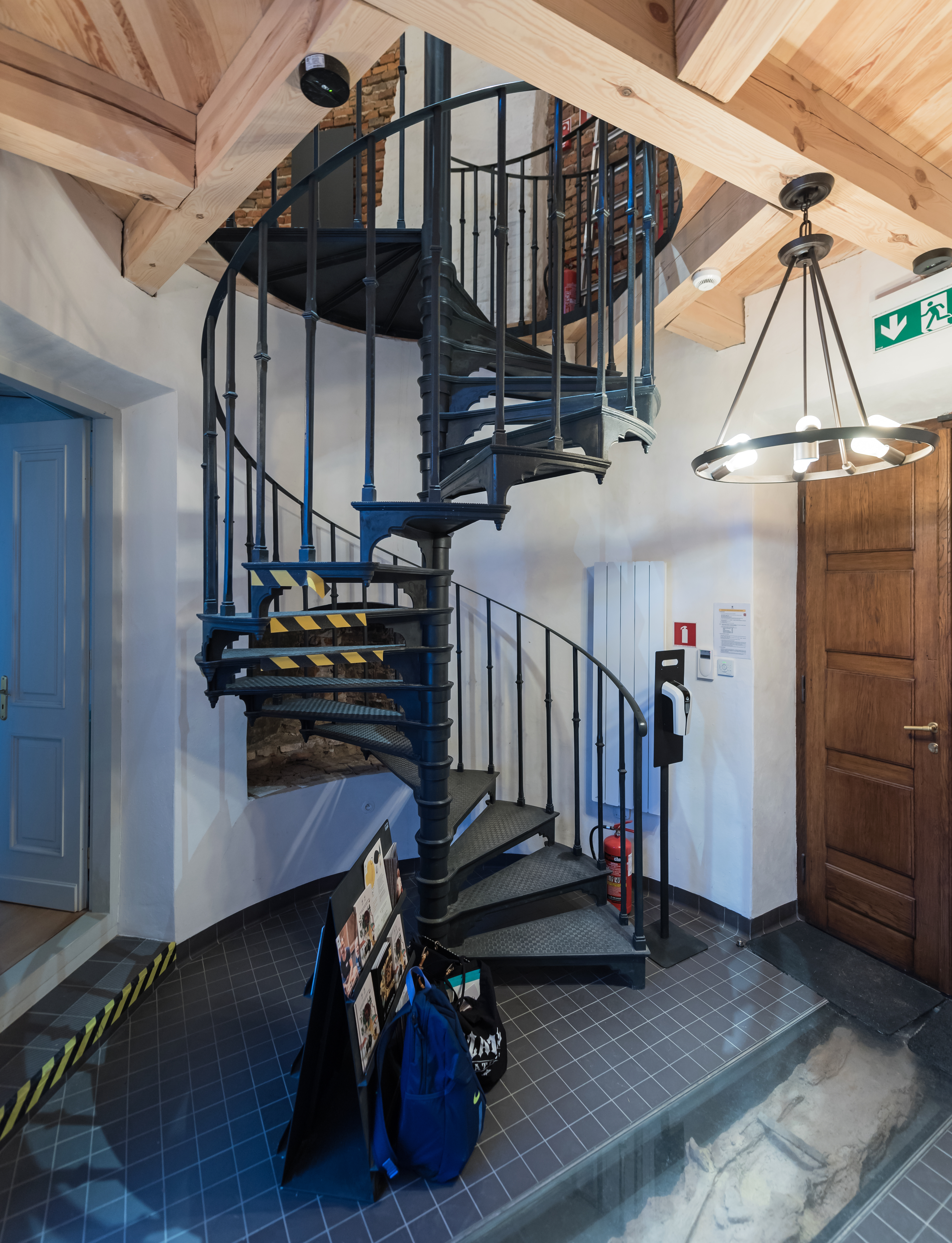
Klatka schodowa z drewnianą rynną w posadzce
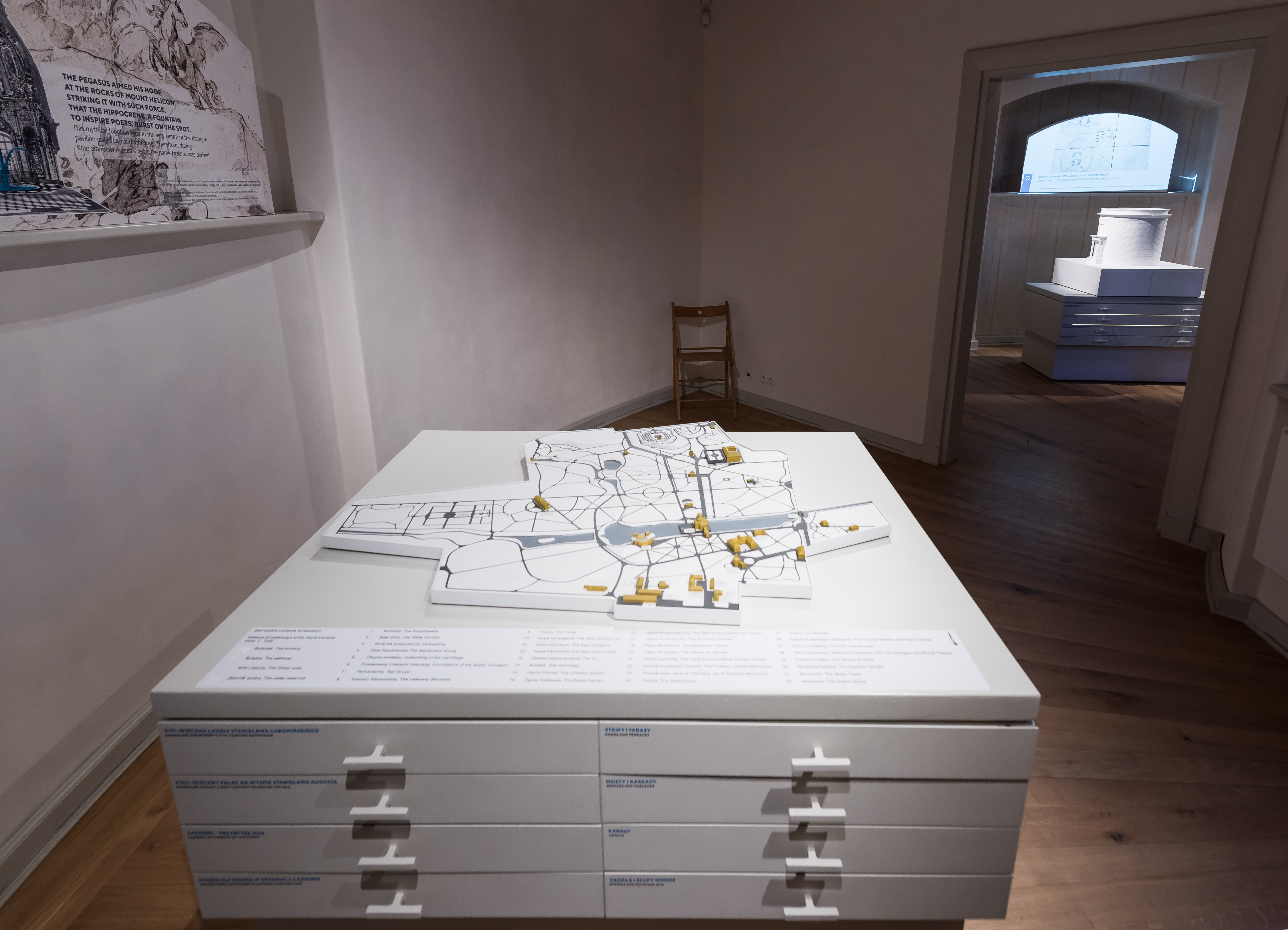
Fragment wystawy na parterze
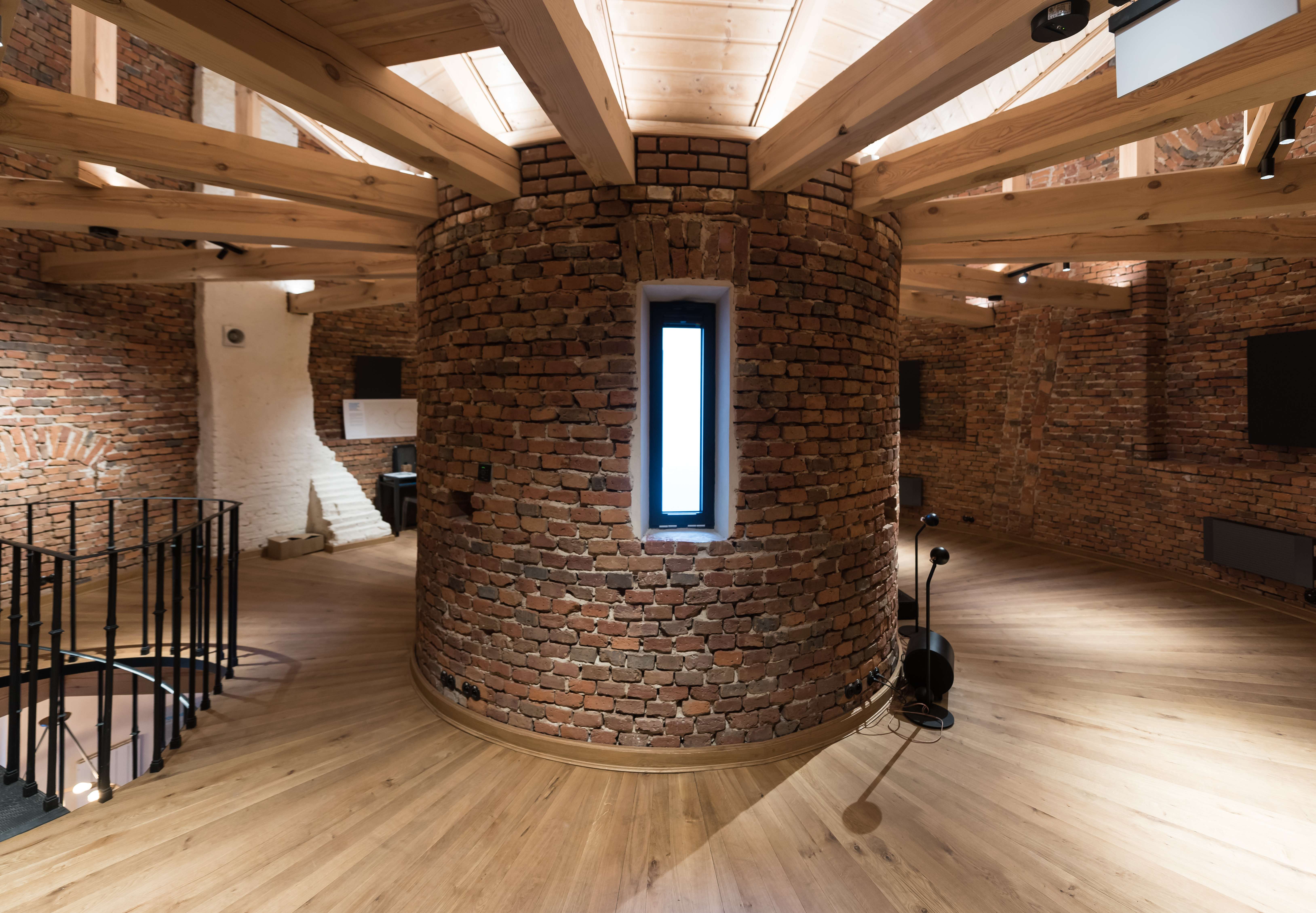
Pierwsze piętro